# Martina Hubbauer
Martina Hubbauer, verheiratete Martina Wurm (* 13. November 1977), ist eine frühere deutsche Biathletin.
Martina Hubbauer vom SC Vachendorf 1929 hatte ihre ersten Erfolge als Juniorin und wurde 1996 in Kontiolahti mit Janet Klein, Ina Menzel und Andrea Henkel Juniorenweltmeisterin im Mannschaftswettbewerb. Sie feierte ihre Erfolge vorrangig im Biathlon-Europacup. In der Saison 1997/98 konnte sie sich in der Gesamtwertung schon auf dem neunten Rang platzieren, feierte ihre größten Erfolge in der Saison 1999/2000. In Forni Avoltri wurde sie Dritte des Sprints, in Ridnaun Zweite des Sprints und mit Yvonne Zeibig, Sabine Flatscher und Tanja Bauer mit der Staffel Deutschland II überraschend Siegerin vor der Staffel Deutschland I, in der unter anderem Kati Wilhelm und Simone Denkinger liefen. Ihr bestes Wochenende hatte sie bei der letzten Europacup-Station in Champex-Lac. Hinter Brigitte Weisleitner kam Hubbauer auf den zweiten Platz im Einzel und wurde hinter Ina Menzel und Wilhelm Dritte des Sprints. Mit Menzel, Wilhelm und Sabrina Buchholz gewann sie zum Abschluss auch noch die Staffel. In der Gesamtwertung der Saison kam sie hinter Kati Wilhelm und noch vor Simone Denkinger auf den zweiten Platz. Bei den Deutschen Meisterschaften 1997 sowie 2000 gewann sie den Staffel Titel zusammen mit Uschi Disl und Martina Zellner. Im Weltcup startete Hubbauer nie, da sie sich gegen die große interne Konkurrenz im deutschen Lager nicht durchsetzen konnte.